# Łagodna (film 2017)
Łagodna (ros. Кроткая) – film dramatyczny z 2017 roku w reżyserii Siergieja Łoźnicy. Swobodna interpretacja opowiadania Fiodora Dostojewskiego o tym samym tytule.

## Nominacje
- 70. Międzynarodowy Festiwal Filmowy w Cannes

## Obsada
- Wasilina Makowcewa – Łagodna
- Siergiej Kolesow – alfons
- Lija Achiedżakowa – działaczka na rzecz praw człowieka
- Rosa Khayrullina – towarzyszka podróży, siostra (dwie role)
- Siergiej Fiodorow – taksówkarz
- Alexander Zamuraev – porucznik policji
- Alisa Kravtsova – nastoletnia prostytutka
- Valeriu Andriuţă – mężczyzna z niebieską twarzą
- Marina Kleshcheva – współczująca właściciel
- Svetlana Kolesova – strażnik więzienny
- Dmitrij Bykowski – pasażer
- Wiktor Niemiec – towarzysz w pociągu
- Boris Kamorzin – mężczyzna z rękami w gipsie
- Nikołaj Kolada – bezdomny